# Кисели (дворянский род)
Кисели (пол. Kisiel, укр. Киселі, Кисілі) — западнорусский дворянский род, герба того же имени. Согласно семейной легенде, предком Киселей был знаменитый воевода Свентольд, служивший Великому князю Киевскому Владимиру I Красное Солнышко, сумевший хитростью спасти Белгород (или Киев) от осады печенегов (печенеги сняли осаду с города, когда их переговорщики увидели, что в колодцах жителей вместо воды кисель, который те заблаговременно туда налили по совету Свентольда), за что он и его потомки получили родовое прозвище Кисель.
- Первым известным потомком киевского воеводы Свентольда был Олехно (Александр) Кисель, участник местных феодальных войн, осевший на Волыни, женясь на местной аристократке княжне Четвертинской.
  - За верную службу его сын Микита (Никита) получил от польского короля во владение сёла Низкиничи и Дорогиничи на Волыни (со временем, эти сёла дали названия новым ветвям рода Киселей — Низкиницкие и Дорогиницкие).
    - Его сын Тыхно (Тихон) Микитич (Никитич) Кисель был дворянином короля Сигизмунда І Старого, владимирским замковым судьёй и упоминается в литовской метрике 1528.
      - Один из его сыновей, Гневош, ротмистр волынской гусарской хоругви, участник Ливонской войны, убит в 1514 в бою под Оршей
        - Григорий, в молодости воевал в армии короля Стефана Батория в войне с Московским царством (1577/81), в 1581 после ранения осел в своём имении Низкиничи на Волыни, был владимирским подсудком, женат на Терезе Иваницкой
          - Их сыновьями были знаменитый воевода Адам Кисель и полковник Николай Кисель

        -  другой сын Гневоша, Пётр, был витебским городничим.

      - От Петра Тыхновича происходят ветви Киселей, которые были внесены в VI часть родословной книги Виленской, Витебской и Минской[1] губерний.